# Chapelle Sainte-Solange de Romainville
La chapelle Sainte-Solange de Romainville est une église de Seine-Saint-Denis, dévolue au culte catholique. Située au pied de la colline des Bas-Pays, en haut de la rue Louise-Dory, elle est l'œuvre de l'architecte Charles Venner.

## Description

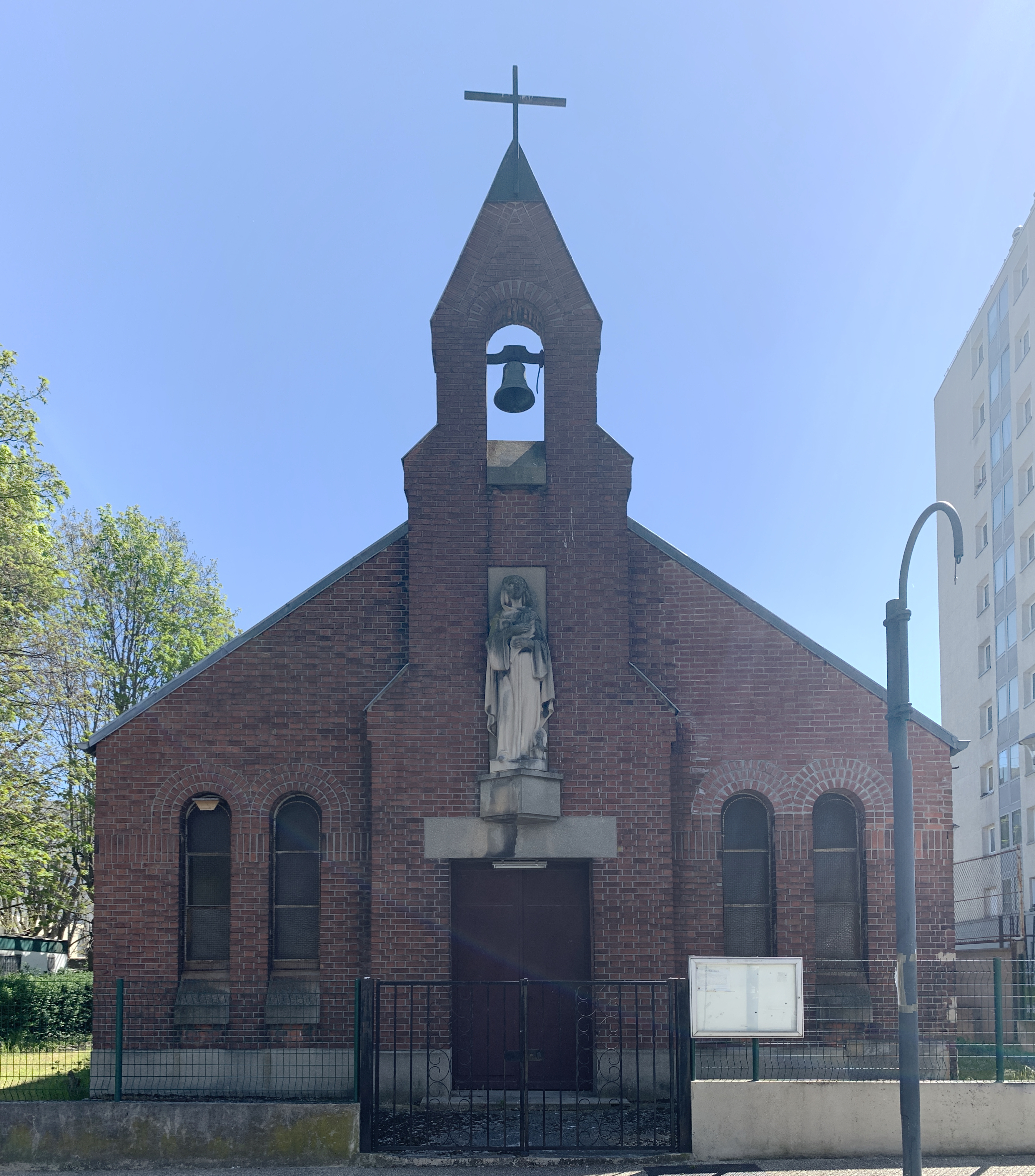
La chapelle Sainte-Solange en 2021.

C'est un édifice fait d'une large nef unique couverte d'une voûte trapézoïdale à doubleaux et nervures. Les murs extérieurs sont couverts d'un revêtement en briques.
Le portail est surmonté d'une statue de sainte Solange.

## Mobilier
Elle possède une crèche datant des années 1930, représentative de la production des santons au début du XXe siècle.

## Paroisse
Elle est utilisée par les communautés catholique et, depuis 2008, orthodoxe roumaine dirigée par le père Mircea Filip.